# JUSTICE (春奈るなの曲)
「JUSTICE」は、春奈るなの2作目の配信限定シングルとして発表され、2018年6月7日にSACRA MUSICから各配信サイトで配信された。

## 概要
春奈るなの２番目の配信限定シングルとして発表された。当初の販売形態は電子配信のみで、PlayStation 4/PlayStation Vita 用ソフト 『Fate/EXTELLA』オープニングテーマである
。
　春奈るながFate作品を歌うのは、自身のデビューシングル「空は高く風は歌う」以来、約6年ぶりとなる。オープニングテーマとなる新曲「JUSTICE」は、鋭い疾走感と重厚なサウンドが織り成す、クールで熱いロックサウンドになっており、春奈るなにとっても新境地となる作品に仕上がっている
。

## 収録曲
1. JUSTICE [4:26]
作詞：大塚利恵　作曲・編曲：津波幸平
  - PlayStation 4/PlayStation Vita 用ソフト 『Fate/EXTELLA LINK』オープニングテーマ